# John Stanley Wontumi
John Stanley Wontumi est un ancien arbitre ghanéen de football des années 1960. Il a été arbitre assistant lors de la finale des JO 1964.

## Carrière
Il a officié dans une compétition majeure : 
- JO 1964 (1 match)